# Sidney Marçal de Oliveira
Sidney Marçal de Oliveira es un botánico orquideólogo brasileño.
Marçal es responsable en el descubrimiento de diversas especies nuevas de orquídeas de Brasil, entre ellas:
- Dungsia marcaliana Campacci & Chiron
- Campylocentrum marcalianum Campacci, en realidad sinónimo de Calyptrochilum christyanum (Rchb.f.) Summerh.

Además, participó en la denominación las siguientes especies, algunas de las cuales también fueron descubiertas por él:
- Anacheilium bohnkianum (V.P.Castro & G.F.Carr) Marçal
- Anacheilium regentii (V.P.Castro & Chiron) Marçal
- Hoffmannseggella diamantinensis V.P.Castro & Marçal
- Leptotes vellozicola Van den Berg, E.C.Smidt & Marçal
- Oncidium adamantinum Marçal & Cath.
- Pseudolaelia regentii V.P.Castro & Marçal

## Algunas publicaciones
- erwin Bohnke, george f. Carr jr., joão b. fernandes da Silva, marcos a. Campacci, sidney marçal de Oliveira. 2010. Coletânea de Orquídeas Brasileiras 8. Novas espécies. Editor Brasil Orquídeas. 48 pp.